# Туризм в Ингушетии

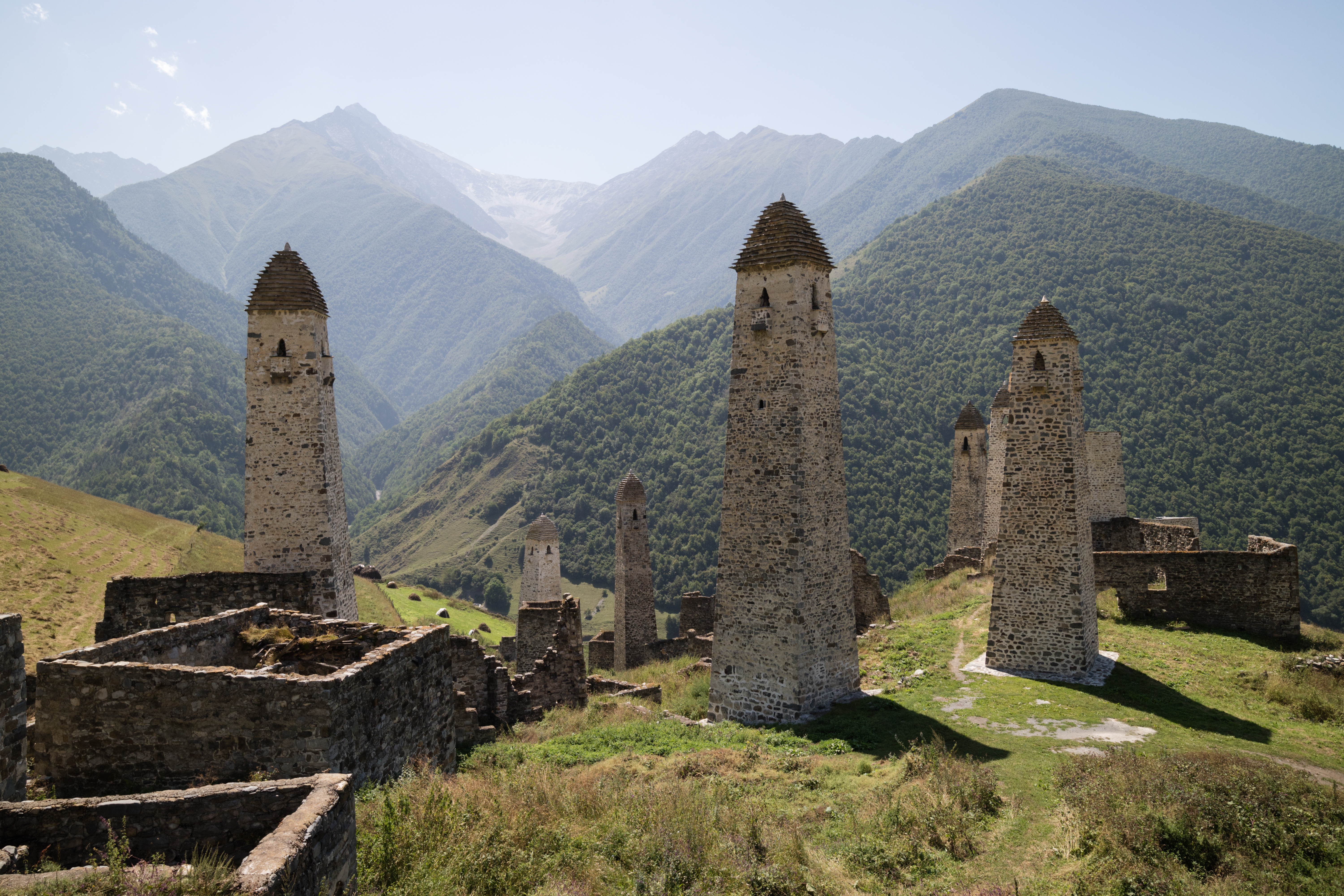
Башенный комплекс Эрзи

Туризм в Ингушетии обладает потенциалом, благодаря нетронутым уголкам природы в сочетании с памятниками истории Ингушетии.

## Направления
Историческими местностями, привлекающими туристов являются ущелья горной Ингушетии: Ассинское, Джейрахское, Армхинское, Таргимская котловина и др. Также некоторое количество путешественников осматривает достопримечательности равнинной части Ингушетии, в частности городов Назрани и Магаса.

### Замки
Общее количество средневековых башен в Ингушетии достигает двух тысяч.
Одними из самых известных замковых комплексов являются Таргим, Эгикал, Хамхи, Ний, Лейми, Оздик, а также другие боевые и жилые башни Джейрахско-Ассинскиого музея-заповедника.
Самой известной крепостью-замком является комплекс Вовнушки. Есть на территории Ингушетии древнейший на территории Российской Федерации христианский храм VIII—IX вв. — Тхаба-Ерды.

### Промыслы
Сохранились народные промыслы — резьба по дереву и камню, художественная обработка металла, ковроткачество (истинги), вышивка золотыми и серебряными нитями.

### Курорты
В Джейрахском ущелье расположен санаторий «Армхи», возникший в 1926 году. Курорт защищён от ветров хребтами, покрытыми хвойными лесами. Для лечения ряда заболеваний используется Ачалукское месторождение минеральных вод.
В курортной зоне Армхи открыта горнолыжная трасса. Планируется горнолыжный курорт в Цори.

### Заповедник Эрзи
Заповедник Эрзи славится особым видовым разнообразием флоры и фауны.

### Статистика
Республику в 2012 году посетили свыше 2 тыс. туристов.
В 2015 году республику посетило 25 тысяч человек, из которых 800 из-за границы. В 2016 году их число достигло 43 тысяч человек, а в 2017 году почти 54 тысяч человек, из которых более 7 тысяч из-за границы.